# 华不注山

《鹊华秋色图》右邊尖頂山巒即為趙孟頫筆下的華不注山

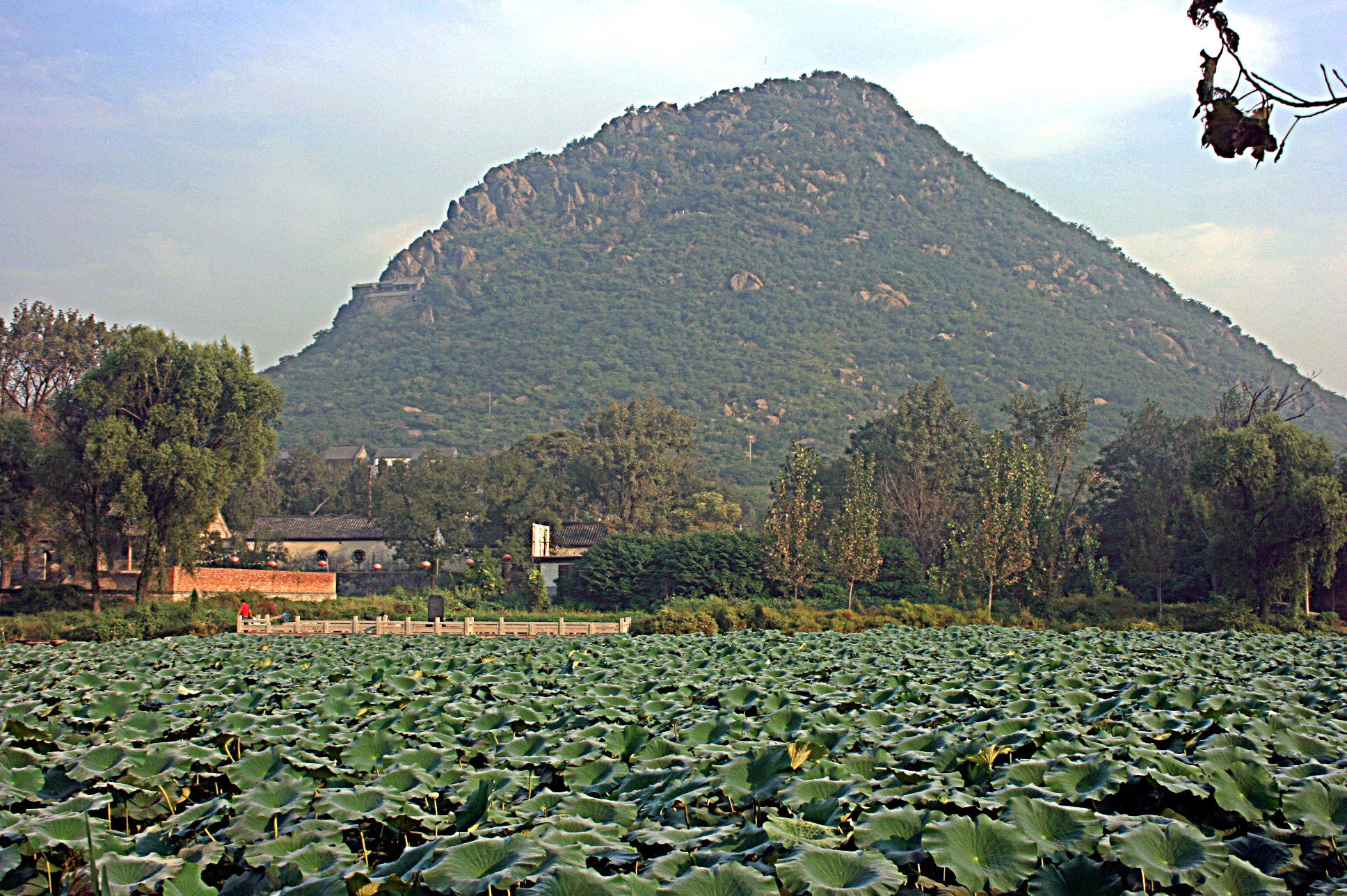
华不注山近景

华不注山又称华山，是中国山东省济南市历城区，黄河南岸一座海拔197米的小山，属于齐烟九点之一。华不（音：夫）注山呈圆锥状，坐落在距离济南市中心大约7公里的平原上，拔地而起，与其他丘陵不相连。山下有泉，名曰华泉。华不注是花骨朵的谐音，因其形状如未开放的莲花而得名。其岩石为青灰色，跟济南南郊泰山山脉的地质构造截然不同。郦道元在《水经注》中这样描述华不注山：“单椒秀泽，不连丘陵以自高；虎牙桀立，孤峰特拔以刺天。青崖翠发，望同点黛。”元代著名书画家赵孟頫的《鹊华秋色图》描绘的就是鹊山和华不注山一带的风景。
根据《春秋左传》记载，魯成公二年（公元前589年），齐顷公与晋军战于鞌，因其傲慢轻敌而败，在晋军的追逐下“三周华不注”。后文又言“从齐师至于靡笄之下”，手下逢丑父与其交换了位子，并命令他去华泉取水，齐顷公才得以逃脱。从中可知华不注山与靡笄山相邻。宋代文学家曾巩的《登华山》中有“丑父遗忠无处问，空余一掬野泉甘”的诗句。
唐朝诗人李白在《古风》中写道：昔我游齐都，登华不注峰。兹山何峻秀，绿翠如芙蓉。萧飒古仙人，了知是赤松。借予一白鹿，自挟两青龙。含笑凌倒景，欣然愿相从。

## 延伸阅读
[在维基数据编辑]
 《欽定古今圖書集成·方輿彙編·山川典·華不注山部》，出自陈梦雷《古今圖書集成》